# Torsten Teorell
Erik Torsten Augustinus Teorell, född 23 juli 1905 i Maria Magdalena församling, död 4 augusti 1992, var en svensk fysiolog.

## Biografi
Teorell avlade studentexamen 1924, medicine kandidatexamen vid Karolinska institutet i Stockholm 1927 och medicine licentiatexamen 1933.  Han disputerade sistnämnda år på en avhandling om utsöndringen av magsaft, och kom att kartlägga och belysa elektriska effekters betydelse för cellprocesser. Teorell var professor i fysiologi vid Uppsala universitet 1940–1972 och kom i sin forskargärning att fokusera på undersökningar över laddade membraner, deras permeabilitiet och betydelse för jon- och vattentransport, retbarhet och rytmicitet i livsprocesserna. Hans iakttagelser blev av stor betydelse inom bland annat nerv- och muskelfysiologi, magsäcks-, djur-, hjärt- och blodkroppsfysiologi.
Han blev ledamot av Vetenskapssocieteten i Uppsala 1951 och ledamot av Vetenskapsakademien 1959. Han tilldelades Björkénska priset 1957.
År 1980 anordnade Biomedicinskt centrum vid Uppsala universitet ett symposium om "Ion and water movements in membranes" som tillägnades Teorell i anslutning till hans 75-årsdag.